# Citykerk (Mönchengladbach)
De Citykerk Oude Markt (Duits: Citykirche Alter Markt) is sinds 2006 de stads- en marktkerk van de Duitse plaats Mönchengladbach, Noordrijn-Westfalen. Het kerkgebouw heeft als functie het verzorgen van parochieoverstijgende taken met betrekking tot liturgie, spiritualiteit en zielszorg. Daarnaast vinden er veel culturele manifestaties plaats, zoals concerten, tentoonstellingen en lezingen.

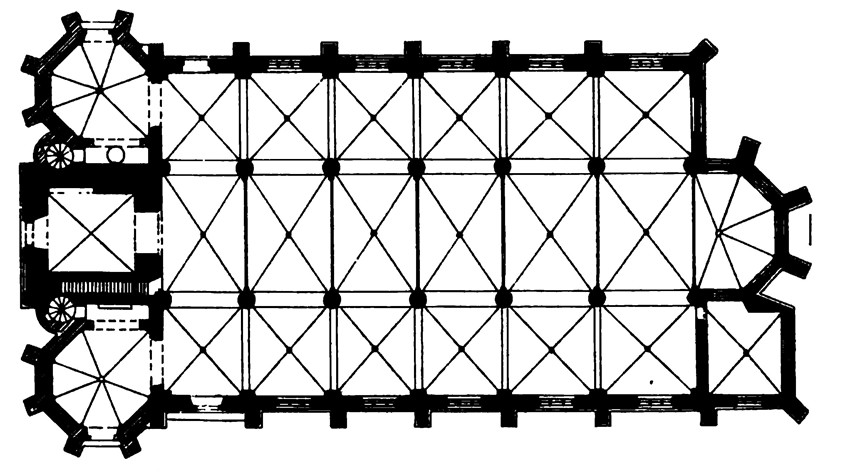
Plattegrond van de kerk (1896)

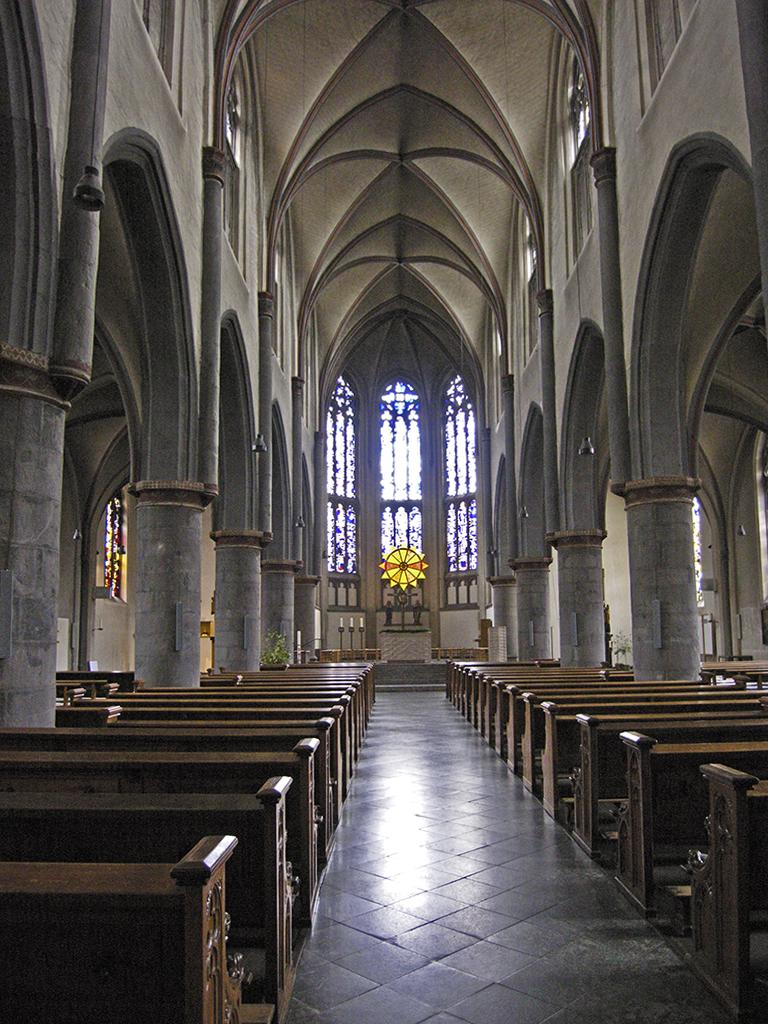
Interieur voor de renovatie (anno 2007

## Geschiedenis
De kerk is op het hoogste punt van de heuvel gelegen, waar de geschiedenis van de stad begon. Al ten tijde van Karel de Grote heeft er een kerk gestaan, die een zekere Balderich had laten bouwen. Toen aartsbisschop Gero de plek bezocht om er een klooster te stichten, was er van deze kerk nog slechts een ruïne over.
Het huidige laatgotische kerkgebouw dateert uit het einde van 15e eeuw.
Om de kerk voor een dreigende sluiting en verval te bewaren, werd op 4 mei 2006 de Bauverein Hauptpfarrkirche Mönchengladbach e.V. opgericht. Na de oprichting van de vereniging werd er een campagne georganiseerd om geld voor herstel in te zamelen. Zowel burgers als het bisdom droegen financieel bij aan de restauratie.
Bij de verbouwing van de voormalige parochiekerk tot Citykerk, onderging het interieur van het aan Maria-Hemelvaart grote veranderingen. De saneringskosten van het interieur en de bouw van sanitaire voorzieningen aan de zuidelijke muur bedroegen rond 1,7 miljoen euro.